# Nico Müller

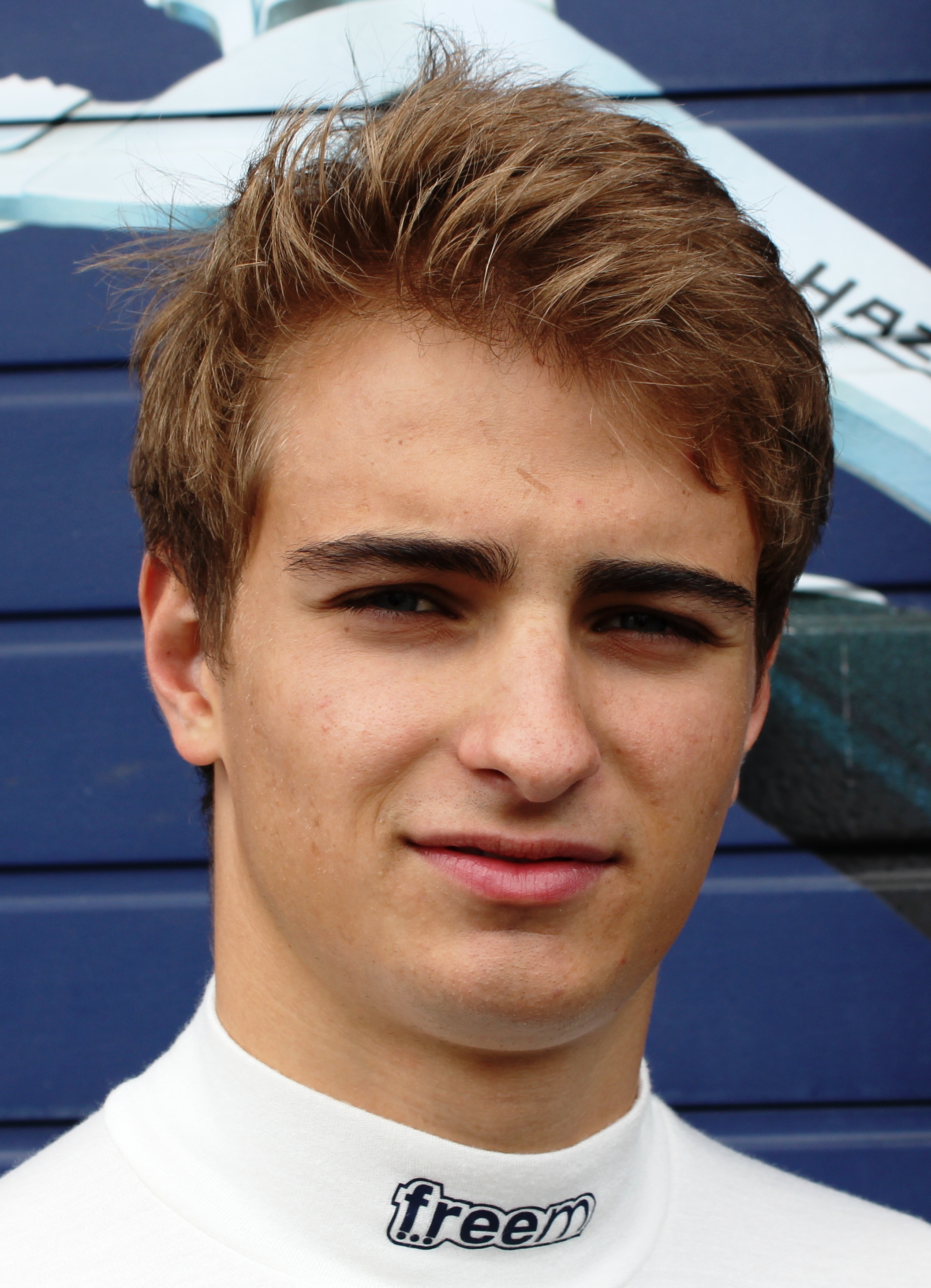
Nico Müller (2012)

Nico Müller (Thun, 25 februari 1992) is een autocoureur uit Zwitserland.

## Carrière
- 2008: Zwitserse Formule Renault 2.0, team Jenzer Motorsport (1 overwinning).
- 2008: Italiaanse Formule Renault 2.0, team Jenzer Motorsport (4 races).
- 2008: Formule Renault 2.0 WEC, team Jenzer Motorsport (2 races).
- 2009: Eurocup Formule Renault 2.0, team Jenzer Motorsport.
- 2009: Zwitserse Formule Renault 2.0, team Jenzer Motorsport (9 overwinningen, kampioen).
- 2010: GP3, team Jenzer Motorsport (2 overwinningen, 3e in kampioenschap).
- 2011: GP3, team Jenzer Motorsport (1 overwinning).
- 2012: Formule Renault 3.5 Series, team International Draco Racing.
- 2013: Formule Renault 3.5 Series, team International Draco Multiracing.